# Prodecatoma madagascariensis
Prodecatoma madagascariensis är en stekelart som beskrevs av Jean Risbec 1952. Prodecatoma madagascariensis ingår i släktet Prodecatoma och familjen kragglanssteklar.
Artens utbredningsområde är Madagaskar. Inga underarter finns listade i Catalogue of Life.